# Mobberley
Mobberley è un villaggio dell'Inghilterra, situato nella contea Cheshire, tra le cittadine di Wilmslow e di Knutsford.
La Stazione di Mobberley è sulla linea ferroviaria Manchester - Chester. L'Aeroporto di Manchester si trova a nord del villaggio.